# Stazione di Sibari
La stazione di Sibari è una stazione di diramazione posta al km 122+237 della ferrovia Jonica; è anche al km 0+000 della ferrovia Sibari-Cosenza. Fa parte della rete ferroviaria gestita da RFI. Ricade nel territorio del Comune di Cassano all'Ionio, di cui Sibari è frazione, ed è ubicata a 8 metri s.l.m.

## Storia
La stazione di Sibari nacque intorno al 1874 contestualmente all'inaugurazione delle tratte ferroviarie che nel 1875 avrebbero portato al collegamento importante sud-nord costituito dalla ferrovia Jonica. Il 16 novembre 1876 la stazione di Sibari divenne di diramazione in seguito all'apertura del primo tratto della ferrovia Sibari-Cosenza e venne collegata alla Stazione di Spezzano Albanese; ciò ne aumentò l'importanza in quanto venne ad essere punto obbligato di fermata per i treni in coincidenza tra le due linee ferroviarie.
Il 15 agosto 1943, durante il secondo conflitto mondiale, la stazione fu oggetto di un pesante bombardamento in cui persero la vita circa 80 persone, passeggeri i cui nomi sono ancora oggi quasi del tutto ignoti. I malcapitati si erano rifugiati in un bunker dove hanno trovato la morte, dal momento che una bomba, distruggendo una conduttura idrica, ne ha causato l'allagamento. I corpi di molte vittime, mai recuperati, giacciono pochi metri sotto il manto stradale di piazza XV agosto, ai piedi del monumento loro dedicato, inaugurato nel settembre del 1961 e più volte rimaneggiato. 
L'importanza della stazione è cresciuta in seguito all'apertura della nuova Ferrovia Paola-Cosenza che ha permesso il proseguimento diretto dei treni provenienti dal sud e diretti verso la direttrice adriatica.

## Strutture e impianti
La stazione si trova nella frazione Sibari del Comune di Cassano all'Ionio ed è uno dei principali scali ferroviari della Ferrovia Jonica; è di diramazione per i treni diretti sulla Ferrovia Tirrenica Meridionale o a Castiglione Cosentino e Cosenza. 
La stazione è anche termine del tratto di linea Jonica elettrificata (l'elettrificazione della linea Jonica da Sibari a Catanzaro Lido per l'istituzione di nuovi collegamenti è in corso dal 2019. ), l'elettrificazione è attiva solo in direzione Cosenza/Paola sulla linea Sibari-Cosenza e Cosenza-Paola.
Il fascio merci è costituito da numerosi binari ed è dotato di ponte a bilico da 40 t, sagoma limite, magazzino merci con piano caricatore. 
È presente una torre dell'acqua con colonna idraulica di rifornimento per le esigenze delle locomotiva a vapore (non più utilizzata).

## Movimento

### Trasporto nazionale
La stazione è servita da treni InterCity e Frecciarossa, che collegano lo scalo con Paola, Salerno, Napoli, Roma, Firenze, Bologna, Verona, Trento e Bolzano (via Tirrenica); Reggio Calabria,  Taranto, Bari e Lecce (via Jonica).
I treni InterCity vengono effettuati con elettrotreni HTR.412.
I treni Frecciarossa vengono effettuati con elettrotreni ETR.1000.

### Trasporto regionale
La stazione è servita da treni Regionali che collegano Sibari con:
- Paola (via Cosenza)
- Cosenza
- Reggio Calabria Centrale (via Paola-Cosenza)
- Catanzaro Lido
- Crotone
- Lamezia Terme Centrale (via Catanzaro Lido)

I treni del trasporto regionale diretti a Paola, Cosenza e Reggio Calabria Centrale (via Tirrenica) vengono effettuati con locomotive E.464 con carrozze MDVC/MDVE con eventuale carrozza semipilota, inoltre vengono utilizzati i treni Minuetto ALe 501/502. I treni del trasporto regionale diretti a Crotone e Catanzaro Lido, attualmente sospesi per lavori in corso, venivano effettuati con ALn 663 in singolo e doppio elemento, con ATR 220 Swing e HTR 312/412 Blues.

## Servizi
La stazione di Sibari dispone di:
- Biglietterie automatiche
- Sottopassaggio
- Servizi igienici
- Fermata autolinee urbane e interurbane
- Stazione taxi
- Annunci sonori arrivi e partenze treni
- Sala d'attesa